# Kiro Gligorow
Kiro Gligorow, mac. Киро Глигоров (ur. 3 maja 1917 w Sztipie, zm. 1 stycznia 2012 w Skopje) – macedoński polityk i prawnik, jugosłowiański działacz komunistyczny, w latach 1991–1999 prezydent Macedonii.

## Życiorys
W 1938 ukończył studia prawnicze na Wydziale Prawa Uniwersytetu w Belgradzie, po czym pracował w bankowości w Skopje. W czasie II wojny światowej działacz komunistycznej partyzantki, był członkiem zgromadzenia ANSOM, w jego prezydium odpowiadał za finanse. W okresie powojennym działacz Związku Komunistów Jugosławii. Obejmował różne funkcje w administracji rządowej w Belgradzie. Był m.in. wiceministrem finansów w rządzie federacji, wicedyrektorem instytutu do spraw planowania gospodarczego i sekretarzem Związkowej Rady Wykonawczej (rządu Socjalistycznej Federacyjnej Republiki Jugosławii). Wchodził następnie w skład tej rady jako federalny sekretarz do spraw finansów (1962–1967) i jej wiceprzewodniczący (1967–1969). W latach 70. był m.in. członkiem prezydium Jugosławii, a od 1974 do 1978 przewodniczącym federalnego parlamentu. W kolejnych latach nie pełnił ważniejszych funkcji publicznych, od koniec lat 80. współpracował przy próbie reform gospodarczych podjętej przez premiera Ante Markovicia.
W styczniu 1991, wkrótce po pierwszych pluralistycznych wyborach, został prezydentem Socjalistycznej Republiki Macedonii. Po ogłoszeniu przez Macedonię niepodległości pozostał na tym urzędzie jako jej pierwszy prezydent. W wyborach powszechnych w 1994 z powodzeniem ubiegał się o reelekcję na okres pięcioletniej kadencji, którą zakończył w 1999. W okresie prezydentury dążył do utrzymania kraju poza konfliktami zbrojnymi, które wybuchły na Bałkanach po rozpadzie Jugosławii.
3 października 1995 dokonano na niego zamachu. Gdy przejeżdżał niedaleko hotelu Bristol, w stojącym przy drodze pojeździe eksplodował zdalnie zdetonowany ładunek wybuchowy. W zdarzeniu zginął kierowca polityka oraz jeden z przechodniów, prezydent na skutek obrażeń doznał ślepoty jednego oka. Podczas jego niedyspozycji od 4 października do 17 listopada 1995 obowiązki głowy państwa czasowo wykonywał przewodniczący Zgromadzenia Republiki Macedonii Stojan Andow. Sprawcy i zleceniodawcy zamachu nie zostali ustaleni.
W 2005 odznaczony Orderem Republiki Macedonii.